# 顆粒藍吻犁頭鰩
顆粒藍吻犁頭鰩，（学名：Glaucostegus granulatus），又名颗粒犁头鳐、粒突犁頭鰩、飯匙鯊、魴仔，为犁頭鰩科顆粒琵琶鱝屬（犁头鳐科颗粒犁头鳐属）下的一个鱼类物种，被IUCN列為極危保育類動物。主要分布于澳大利亚、印度、印度尼西亚、科威特、缅甸、巴基斯坦、巴布亚新几内亚、菲律宾、斯里蘭卡、泰国、越南等地及印度洋、印度尼西亚以及南海和东海南部的海域，深度0至119公尺。本魚身體呈扁平楔形，鼻甲細長，鼻子尖銳，鼻孔斜。身體背面呈黃色至棕色或灰色，皮膚粗糙，有小齒。背鰭緊密排列，間距為背鰭基長1.3至1.6倍，尾長約為背鰭盤長的1至1.4倍，吻部細長而尖銳，鼻孔寬而斜，前開口狹窄，體長可達280公分，棲息在潮間帶至大陸棚沙泥底質海域，為底棲性魚類，屬肉食性，以甲殼類、軟體動物為食，卵胎生，每胎可產下6至10尾幼魚，由於繁殖率低、妊娠期長，尖吻鰩很容易因過度捕撈而導致數量下降，可做為食用魚。该物种的模式产地在印度。